# Chlorita tolae
Chlorita tolae är en insektsart som beskrevs av Dlabola 1967. Chlorita tolae ingår i släktet Chlorita och familjen dvärgstritar. Inga underarter finns listade i Catalogue of Life.